# Ananas (film, 1984)
 (février 2023).
Si vous disposez d'ouvrages ou d'articles de référence ou si vous connaissez des sites web de qualité traitant du thème abordé ici, merci de compléter l'article en donnant les références utiles à sa vérifiabilité et en les liant à la section « Notes et références ».
Pour les articles homonymes, voir Ananas (homonymie).
Pour plus de détails, voir Fiche technique et Distribution.
Ananas connection ou Ananas (pineapple) est un film documentaire d'Amos Gitaï sorti en 1984 dénonçant certains méfaits de la mondialisation libérale.

## Description
La colonisation et l'annexion d'Hawaii par les États-Unis via la production d'ananas de la Dole Fruit Company.
Après l'intégration d'Hawaii comme cinquantième État, la population, ayant acquis les mêmes droits que sur le continent, se syndique et demande des salaires plus élevés. 
La même compagnie transforme alors les Philippines en une république bananière à son service, soumettant la majorité de la population en état d'esclavage pour la production de l'ananas. Seule une minorité ethnique vivant dans les montagnes  et une population musulmane résistant à la junte par les armes échappent à cet esclavage.
Des produits chimiques sont dispersés sur les ananas afin de leur permettre de ralentir le mûrissement durant le transport vers le pays consommateur. Les agriculteurs pulvérisant ces produits sans aucune protection ont un taux de mortalité élevé.
Enfin, ce documentaire montre les aberrations de la production et du transport des marchandises, ces ananas produits aux Philippines étant ensuite emballés au Japon avant d'être expédiés dans le reste du monde.

## Fiche technique
- Titre original : Ananas connection
- Titre anglophone : Ananas
- Réalisation : Amos Gitai
- Production : Amos Gitai
- Sociétés de production : AB Productions, France 3 Cinéma, Interkerkelijke Omroep Nederland, Les Films d'ici, TV1
- Photographie : Nurith Aviv
- Montage : Juliana Sánchez
- Pays de production :  Israël  France
- Genre : documentaire
- Durée : 76 minutes
- Date de sortie : France : 1984